# Sinocalanus doerri
Sinocalanus doerri är en kräftdjursart som först beskrevs av Brehm 1909.  Sinocalanus doerri ingår i släktet Sinocalanus och familjen Centropagidae. Inga underarter finns listade i Catalogue of Life.